# Marco Casagrande

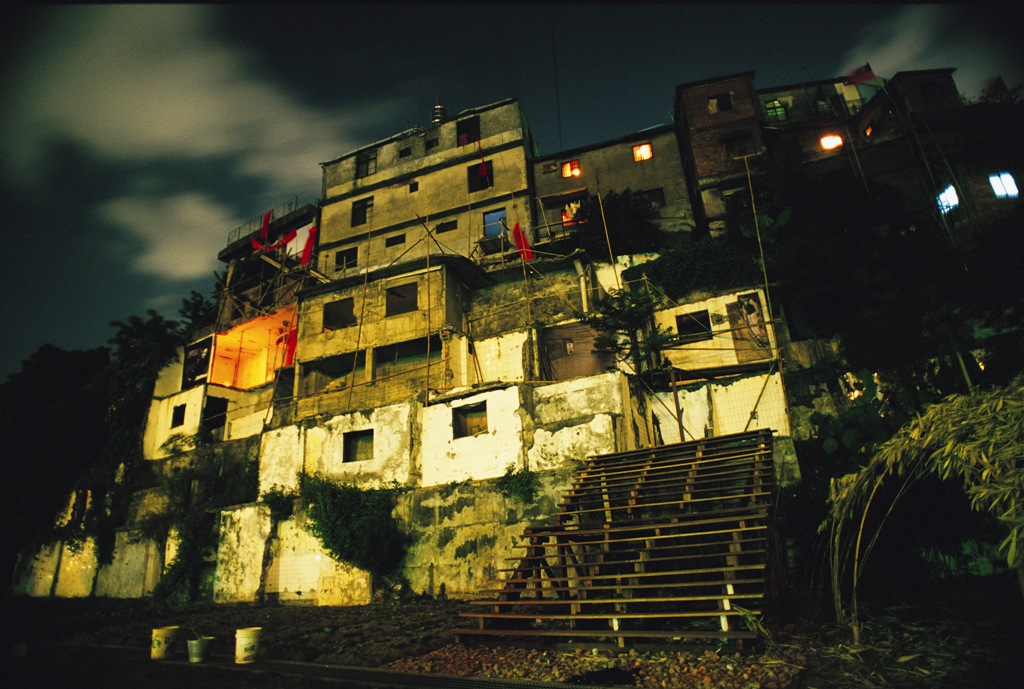
Treasure Hill, Taiwan, 2003

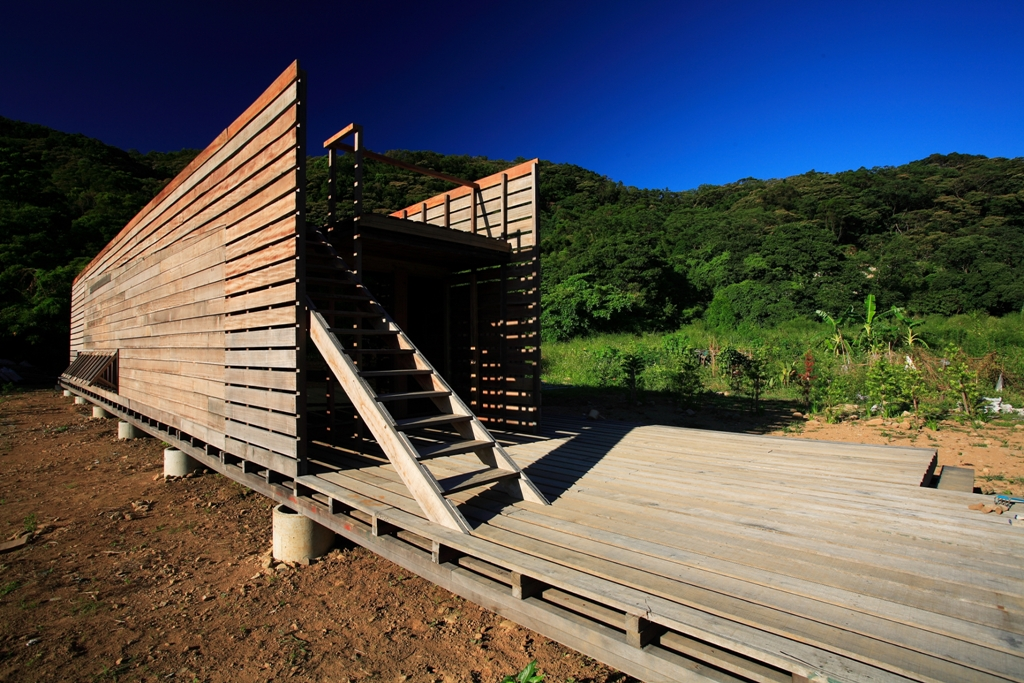
Chen House, Taiwan, 2008

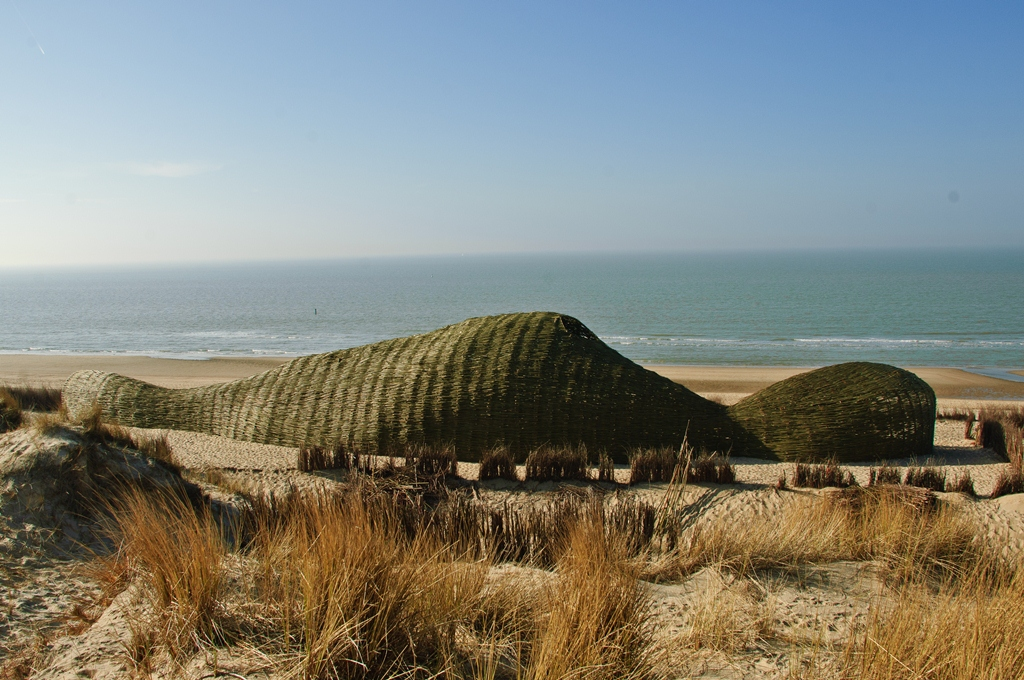
Sandworm, Belgien, 2012

Marco Casagrande, född 7 maj 1971 i Åbo, är en finländsk konstnär, arkitekt och professor i arkitektur. Han är även känd som legosoldat.

## Böcker
Casagrande publicerade 1997 (med författarnamnet Luca Moconesi) boken Mostarin Tien Liftarit. I boken beskrivs olika skeden av en legosoldatavdelnings framfart i Bosnienkriget. Beskrivningarna innehåller olika händelser som klassificeras som krigsförbrytelser, bland annat nedskjutning av skadade personer. Bokens skildringar ledde till en polisundersökning som lades ner på grund av oklarheter kring händelserna. Casagrande själv påstod att allt var fiktion. År 2001 lyftes händelserna i boken åter till dagsljus eftersom Casagrande då påstod att allt som stod i texten verkligen hade hänt. En ny polisutredning startades men lades åter ner på grund av att det inte fanns tillräckligt med tillförlitlig information.

## Karriär och verk
Marco Casagrande studerade sedan arkitektur i Finland. Han fick år 2004 tjänst som professor i ekologisk stadsplanering i Tamkang universitet i Taiwan. Arbetet flyter mellan olika ämnen och i sina verk kombinerar han friskt olika element från arkitektur, miljökonst och stadsplanering. Casagrande arbetade 1999-2003 tillsammans med Sami Rintala i arkitekturbyrån Casagrande & Rintala. Från och med 2003 har han även arbetat i Casagrande Laboratory. Verken från Casagrande & Rintala var konstnärliga arkitektoniska installationer, medan de senare verken har koncentrerats kring ekologisk stadsplanering och teorin om den tredje generationens stad[förklaring behövs].
Casagrandes verk, som ställer sig i zonen mellan arkitektur och konst, har blivit utvalda till Venedigbiennalen tre gånger: 2000, 2004 och 2006, samt till följande utställningar och händelser: Havannabiennalen 2000, Yokohamatriennalen 2001, New Trends of Architecture in Europe and Japan 2001, Florensbiennalen 2001, Demeter 2002, Montréalbiennalen 2002, Biennalen i Puerto Rico 2002, Alaska Design Forum 2003, Etchigo Tsumari-triennalen 2003, Greetings from London och Londons Arkitekturbiennal 2004, Camp for Oppositional Architecture 2004, Taiwan New Landscapes 204, Sensoria 2004, Future Pavillion / Taiwan Design Forum 2005, Urban Flashes Mumbai 2006, World Architecture Festival, Shenzhen & Hong Kong Bi-City Biennale of Urbanism/Architecture 2009 och 2012, Victoria & Albert Museum 2010 och Beaufort04 Triennial of Contemporary Art 2012.